# Hafid Bouazza
Hafid Bouazza (Arabisch: حفيظ بوعزة, ḥafīẓ būʿazza) (Oujda, 8 maart 1970 – Amsterdam, 29 april 2021) was een Marokkaans-Nederlandse schrijver.

## Biografie
Hafid Bouazza is geboren in Oujda aan de Marokkaans-Algerijnse grens. Het gezin kwam in oktober 1977 naar Nederland, waar de kinderen opgroeiden in Arkel. Bouazza heeft in Amsterdam de studie Arabische taal- en letterkunde gevolgd. Daarna schreef hij verschillende boeken.
Bouazza behoorde samen met Moses Isegawa en Abdelkader Benali tot de belangrijkste vertegenwoordigers van de zogeheten migrantenliteratuur. Hij stond voorts bekend om zijn kritiek op de islam. Bouazza publiceerde onder meer vertaalde poëzie op het weblog Loor Schrijft.
In 2003 was Bouazza een van de gasten in het programma Zomergasten. Dat jaar won hij ook de Amsterdamprijs voor de Kunst. In 2004 won hij De Gouden Uil voor zijn roman Paravion. In 2014 huldigde vrijdenkersvereniging De Vrije Gedachte hem als "Vrijdenker van het Jaar".
Bouazza kampte met verschillende verslavingen en werd meermalen opgenomen in het ziekenhuis met leverfalen. Hij overleed op 51-jarige leeftijd in het OLVG-ziekenhuis in Amsterdam.
Hafid Bouazza was de broer van schrijfster Hassnae Bouazza.

## Over Hafid Bouazza's werk
- Henriëtte Louwerse, 'Het mijne is het uwe; Culturele integriteit in Hafid Bouazza’s "De verloren zoon"', in: Michiel van Kempen, Piet Verkruijsse en Adrienne Zuiderweg (red.), Wandelaar onder de palmen. Opstellen over koloniale en postkoloniale literatuur en cultuur, Leiden, KITLV, 2004, pp. 43–51.
- Mohammed Benzakour, 'Een groteske woordkunstenaar in domineesland', in: Rosemarie Buikema en Maaike Meijer (red.), Kunsten in Beweging, SDU Uitgevers, 2004.

## Avond van de Polemiek
Op 2 november 2011 won Bouazza tijdens de Avond van de Polemiek in De Balie Amsterdam het Scalpel 2011, voor zijn polemiek over de Arabische Lente.